# ウェス・クーリー
ウェスター・スティーヴン・"ウェス"・クーリー（Wester Steven "Wes" Cooley、1956年6月28日 - 2021年10月16日）は、アメリカ合衆国カリフォルニア州ロサンゼルス出身の元オートバイレーサーである。1979年と1980年にAMAスーパーバイクチャンピオンを獲得した。

## 経歴
クーリーのレースキャリアは、父親が運営に携わっていた南カリフォルニアのクラブレースからスタートした。
小排気量クラスで腕を磨いた後、ポップ吉村に見出されたクーリーはヨシムラの契約ライダーとしてカワサキ・Z1を駆り、新設されたAMAスーパーバイククラスに参戦する。スーパーバイク初年度の1977年の最終戦では初勝利を挙げた。そして翌1978年、ヨシムラがよりハンドリングに優れたスズキのマシンにスイッチすると、クーリーは表彰台の常連となる。
1979年にはAMAスーパーバイクのタイトルを獲得。続く1980年にもカワサキのエディ・ローソン、ホンダのフレディ・スペンサーという将来殿堂入りを果たす二人をおさえてタイトルを防衛した。
鈴鹿8時間耐久レースでも活躍しており、1978年の第1回大会ではマイク・ボールドウィンとのペアで優勝を果たし、1980年にはグレーム・クロスビーとのペアで2勝目を挙げている。
1985年、クーリーはシアーズ・ポイント・レースウェイでクラッシュし、命にかかわる大怪我を負ってしまう。懸命な治療により再びレースに出場できるまでに回復したが、往年の速さを取り戻すことはできなかった。
レースを引退してからはライディング・スクールのインストラクターを務めた後、医学の道に進んだ。2004年、AMAモーターサイクル殿堂入りを果たした。

## 死
2021年10月16日、糖尿病の合併症によりアイダホ州ツインフォールズの自宅で死去。65歳で、長年にわたり連れ添ったパートナーのメロディ・ローズ (Melody Rose) と息子のウェス・ジュニア、娘のアレクシスが遺族である。

## 戦績

### AMAスーパーバイク
| 年   | 順位 | チーム         | マシン           | 勝利数 |
| ---- | ---- | -------------- | ---------------- | ------ |
| 1977 | 6    | ヨシムラ       | カワサキ・Z1     | 1      |
| 1978 | 5    | ヨシムラ       | スズキ・GS1000   | 2      |
| 1979 | 1    | ヨシムラ       | スズキ・GS1000   | 0      |
| 1980 | 1    | ヨシムラ       | スズキ・GS1000S  | 3      |
| 1981 | 3    | ヨシムラ       | スズキ・GS1000S  | 1      |
| 1982 | 4    | ヨシムラ       | スズキ・GSX1000S | 0      |
| 1983 | 7    | マジーカワサキ | カワサキ・GPZ750 | 0      |
| 1984 | 9    | ヨシムラ       | スズキ・GSX750E  | 0      |

### 鈴鹿8時間耐久レース
| 年   | 車番 | ペアライダー           | チーム                         | マシン                 | 予選順位 | 決勝順位 | 周回数 |
| ---- | ---- | ---------------------- | ------------------------------ | ---------------------- | -------- | -------- | ------ |
| 1978 | 2    | マイク・ボールドウィン | ヨシムラレーシング             | スズキ・GS1000         | 2        | 1        | 194    |
| 1979 | 2    | ロン・ピアス           | ヨシムラレーシング             | スズキ・GS1000         | 6        | Ret      | 131    |
| 1980 | 2    | グレーム・クロスビー   | ヨシムラR&D                    | スズキ・GS1000         | 1        | 1        | 200    |
| 1981 | 2    | グレーム・クロスビー   | ヨシムラR&D                    | スズキ・GS1000R        | 2        | Ret      | 58     |
| 1982 | 2    | デビッド・アルダナ     | ヨシムラ・テスタロッサ伊太利屋 | ヨシムラ・テスタロッサ | 4        | 6        | 116    |